# Heliconius tithoreides
Heliconius tithoreides är en fjärilsart som beskrevs av Otto Staudinger 1900. Heliconius tithoreides ingår i släktet Heliconius och familjen praktfjärilar. Inga underarter finns listade i Catalogue of Life.